# Ga đường sắt Khám Đính
Ga Khám Đính (tiếng Trung: 崁頂車站; bính âm: Kǎndǐng Chēzhàn, Khám Đính xa trạm) là một ga đường sắt ở Bình Đông, Đài Loan do Cục Đường sắt Đài Loan phục vụ. .